# Ленґ (Зволенський повіт)
Ленґ (пол. Łęg) — село в Польщі, у гміні Казанув Зволенського повіту Мазовецького воєводства.
У 1975-1998 роках село належало до Радомського воєводства.